# Lacrymospora parasitica
Lacrymospora parasitica är en svampart som beskrevs av Aptroot 1991. Lacrymospora parasitica ingår i släktet Lacrymospora och familjen Requienellaceae.   Inga underarter finns listade i Catalogue of Life.